# Coś na progu
Coś na progu (ang. The Thing on the Doorstep) – opowiadanie grozy amerykańskiego autora  Howarda Phillipsa Lovecrafta, napisane w sierpniu 1933 roku, a wydane w styczniu 1937. W Polsce ukazało się w tomie opowiadań „Zew Cthulhu”, a następnie kompilacji „Opowieści o makabrze i koszmarze”.

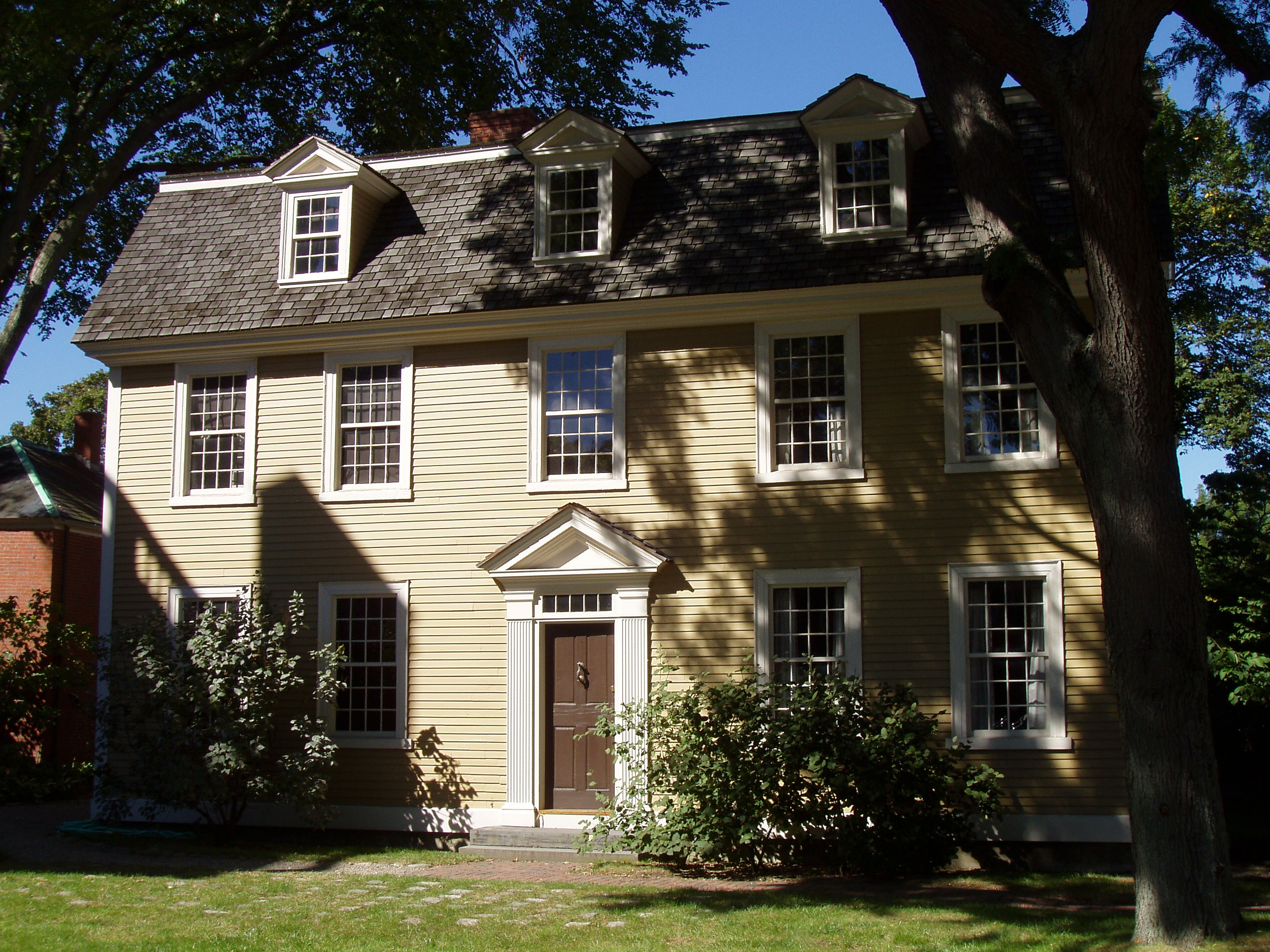
Dom Crowninshieldów w opowiadaniu został stworzony na podstawie prawdziwego budynku – Crowninshield-Bentley House w Salem.

## Inspiracje
Za inspiracje dla dzieła uważa się dwa opowiadania – An Exchange of Souls Barry’ego Paina z 1911 roku, opowiadające o wynalazcy, który skonstruował maszynę do zamiany osobowości, oraz The Remedy H.B. Drake’a z 1925 roku, w którym bohater posiadający zdolności przekazywania umysłu powraca zza grobu, przywłaszczając ciało rannego przyjaciela.

## Streszczenie fabuły
Opowiadanie podzielone jest na 7 rozdziałów.

### I.

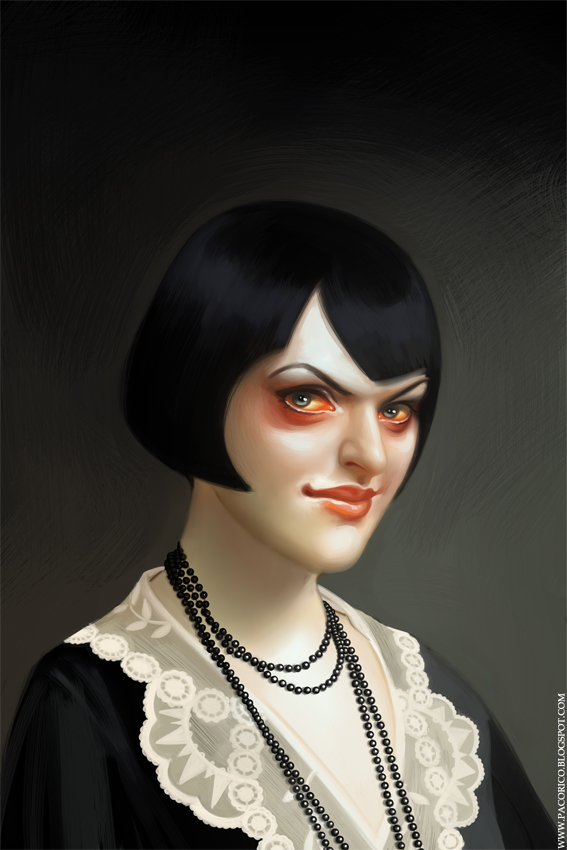
Asenath Waite (Paco Rico Torres, Innsmouth Magazine n° 1-4, Innsmouth Free Press).

Daniel Upton, narrator, rozpoczyna od stwierdzenia, iż zastrzelił swojego najlepszego przyjaciela, Edwarda Derby’ego; ma nadzieję, że opis tych wydarzeń dowiedzie, iż nie jest mordercą. Później następuje opis wczesnego życia oraz kariery Derby’ego.

### II.
Pojawia się Asenath Waite, przyszła żona Derby’ego i historia ich poznania.

### III.
Parę lat później ludzie zaczynają spostrzegać zmiany w zdolnościach Derby’ego – ten często zwierza się Uptonowi, opowiadając dziwne historie o Asenath, a także przypuszczając, iż jej ojciec, Ephraim Waite, wcale nie umarł.

### IV.
Upton zostaje wezwany, aby odebrać bredzącego Derby’ego znad Jeziora Chesuncook w stanie Maine. W drodze powrotnej  Edward opowiada o tym jak Asenath przerzuca swoją jaźń i sugeruje, że tak naprawdę jej ciało zamieszkuje Ephraim. Przed końcem podróży doznaje drobnego napadu i gwałtownie zmienia osobowość, prosząc Uptona o zignorowanie tego co powiedział wcześniej.

### V.
Parę miesięcy później Derby pojawia się u Uptona i oznajmia, że zmusił Asenath do wyniesienia się do Nowego Jorku. Derby kończy renowację swojego rodowego domu, ale ociąga się z przeprowadzką.

### VI.
Derby ponownie odwiedza Uptona, bredząc o swoim teściu. Upton układa go do snu, jednak rano Derby trafia do szpitala dla obłąkanych w Arkham. Po paru tygodniach Upton zostaje poinformowany, iż Derby odzyskał zmysły, mimo drobnej utraty pamięci; odwiedziwszy przyjaciela Upton orientuje się, że jego ciało zamieszkuje obca osobowość.

### VII.
Upton zostaje wybudzony w środku nocy przez pukanie „układające się w znajomy, używany tylko przez Edwarda, sygnał trzy na dwa”. Otworzywszy drzwi zastaje na progu dziwną, cuchnącą istotę o skarlałej postaci trzymającą list od Derby’ego wbity na koniec ołówka. List wyjaśnia, iż Edward zabił Asenath i pochował ją w piwnicy. Pomimo to udało jej się przejąć władzę nad jego ciałem podczas pobytu w szpitalu, co oznaczało, iż istotą na progu był Derby w rozpadającym się zewłoku Asenath. List kończy się błaganiem o zabicie istoty będącej Derbym. Upton udaje się do szpitala, gdzie strzela do ofiary mając nadzieję, że Ephraim-Asenath nie przeniesie się do nowego ciała.